# وجهة نظر (مسلسل عراقي)
وجهة نظر هو مُسلسل تلفزيوني عراقي، عُرض في عام 1990. أخرجه سليم البصري، وألفه عماد بهجت.

## الممثلون
- فاضل خليل
- بهجت الجبوري
- سهام السبتي
- حمودي الحارثي
- نزار السامرائي
- عبد الواحد طه
- رياض شهيد
- يعقوب القرة غولي
- فوزية الشندي
- محمد صكر
- عبد علي اللامي
- خليل عبد القادر
- إقبال نعيم
- طالب الفراتي
- سليم البصري
- أزهار حمودي
- عواطف نعيم